# NGC 520
NGC 520 is een interagerend sterrenstelsel in het sterrenbeeld Vissen. Het hemelobject ligt 87 miljoen lichtjaar (26,8 × 106 parsec) van de Aarde verwijderd en werd op 13 december 1784 ontdekt door de Duits-Britse astronoom William Herschel.

## Synoniemen
- GC 303
- IRAS 01219+0331
- 2MASX J01243507+0347326
- Arp 157
- H 3.253
- h 116
- MCG +01-04-052
- PGC 5193
- UGC 966
- VV 231
- KCPG 31B